# Ciało modzelowate

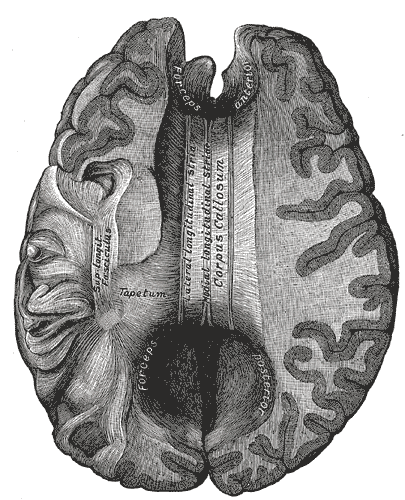
Ciało modzelowate – schematyczny widok z góry

Ciało modzelowate człowieka

Ciało modzelowate, spoidło wielkie mózgu (łac. corpus callosum) – część mózgowia, najsilniej rozwinięte spoidło mózgu. Jest to pasmo istoty białej łączące dwie półkule mózgu. Położone jest na dnie szczeliny podłużnej mózgu.

## Budowa
Ciało modzelowate jest największym spoidłem mózgu, jego długość wynosi 7–10 cm. Na przekroju strzałkowym ma kształt podkowiasty. W jego obrębie wyróżnia się następujące części:
- pień ciała modzelowatego (truncus corporis callosi) – część środkowa spoidła;
- płat (splenium corporis callosi) – zgrubiała część tylna, przechodząca proksymalnie w pień;
- kolano (genu corporis callosi) – miejsce zagięcia pnia ciała modzelowatego ku dołowi w części bliższej spoidła;
- dziób (rostrum corporis callosi) – najbardziej proksymalna część tej struktury mózgu;
- blaszka dziobowa (lamina rostralis) – kończy dziób ciała modzelowatego.

Górna, wypukła powierzchnia ciała modzelowatego pokryta jest cienką warstwą istoty szarej, zwaną nawleczką szarą (indusium griseum). Pod nią biegną parzyste prążki podłużne, przyśrodkowe (striae longitudinales mediales) i boczne (striae longitudinales laterales). Poniżej ciała modzelowatego leży sklepienie (fornix); idąc od dołu, tkanka naczyniówkowa komory trzeciej, sklepienie i ciało modzelowate tworzą tzw. potrójny sufit komory trzeciej. Włókna komisuralne ciała modzelowatego biegną na boki powyżej komór bocznych mózgu, tworząc promienistość ciała modzelowatego (radiatio corporis callosi); włókna przednie kierują się do przodu jako tzw. kleszcze mniejsze (forceps minor), włókna części potylicznej promienistości ciała modzelowatego nazywane są kleszczami większymi (forceps major). Od obecności i przebiegu ciała modzelowatego w dużym stopniu zależy przebieg bruzd i zakrętów na przyśrodkowej powierzchni półkul mózgu.

## Funkcja
Przekazuje informacje pomiędzy prawą półkulą i lewą półkulą mózgu.
W następstwie budowy mózgu składającego się z dwóch półkul mózgowych posiadających homologiczne struktury, a także funkcjonowania w nich ośrodków ruchowych, wzrokowych i somatycznosensorycznych przetwarzających bodźce z przeciwległej niż półkula strony ciała, w celu integracji pracy mózgu wytworzone zostały połączenia pomiędzy półkulami.
Jest ono stosunkowo nowym ewolucyjnie szlakiem międzypółkulowym, wytworzonym dopiero u ssaków łożyskowych. W miejscu zrośnięcia się opon miękkich pokrywających korę nową w przyśrodkowej części półkul zlokalizowana jest gęsta wiązka aksonów przebiegająca z istoty białej jednej półkuli do drugiej. Poza spoidłem wielkim półkule łączą się również za pomocą spoidła przedniego i tylnego, znacznie starszych filogenetycznie, o mniejszym znaczeniu. W medycynie stosuje się zabieg kalozotomii polegający na przecięciu ciała modzelowatego.